# Sword Art Online
Sword Art Online (яп. ソードアート・オンライン, укр. Мистецтво Меча Онлайн) — серія ранобе Рекі Кавахари, ілюстратор — Abec. Адаптоване в трьох мангах, декількох сезонах аніме-серіалу, двох повнометражних аніме-фільмах та серії ігор.
Про аніме-адаптацію Sword Art Online було оголошено на Dengeki Бунке осінь Festival 2011 разом з іншим ранобе Рекі Кавахари Accel World. Автором аніме є компанія Aniplex, продюсером A-1 Pictures, режисер — Томохіко Іто та композитор — Юкі Каджіура. Трансляція аніме розпочалася на телеканалах Tokyo MX, tvk, TVS, TVA, RKB, HBC and MBS 7 липня 2012-го і пізніше на AT-X, Chiba TV та BS11.
Опенінґ «Crossing field» виконує LiSA, ендінґ «Yume Sekai» — Томацу Харука.
31 січня 2013 року вийшов фільм Sword Art Online: Extra Edition, який є компіляцію першого сезону з доданням декількох нових сцен. 2014 року вийшло продовження аніме-адаптації під назвою Sword Art Online II.

## Сюжет
У 2022 році світ побачив багатокористувацьку онлайнову рольову гру (VRMMORPG) Sword Art Online типу віртуальна реальність. З нейронним приводом, шоломом ВР, який стимулює п'ять відчуттів користувачів через їх мозок, гравці можуть випробовувати та контролювати в грі своїх персонажів за допомогою розуму. Але 6 листопада 2022 року відбувається неочікувана подія, коли Акіхіко Каяба, творець SAO, перешкоджає гравцям вийти з неї. Акіхіко повідомляє гравцям про їхні проблеми, що, якщо вони хочуть бути вільними і вийти з гри, вони повинні досягти 100 поверху вежі гри і перемогти фінального боса. Проте якщо їх аватари помруть у грі, теж саме буде і з їхніми тілами, які наразі перебувають в реальному світі. Десять тисяч гравців, які застрягли в смертносному скрутному становищі, та Кіріто, досвідчений гравець, який тестував бета-версію гри, починають боротьбу за своє життя, щоб бути вільними. Поряд із Асуною, своєю подругою та коханою, а також друзями, Кіріто та його союзники стикаються з численними перешкодами. Їм доведеться дізнатися про справжню мету SAO.

## Термінологія
- ALO — абревіатура ALfheim Online, ігровий світ, в якому відбувається дія другої сюжетної арки.
- GGO — абревіатура Gun Gale Online, ігровий світ, в якому відбувається дія третьої сюжетної арки.
- SAO — абревіатура Sword Art Online, перша VRMMO-гра.
- UW — абревіатура UnderWorld, віртуальний світ четвертої сюжетної арки.
- VRMMO — абревіатура Virtual Reality Massively Multiplayer Online (багатокористувальницька онлайн-гра віртуальної реальності).
- Айнкрад (англ. Aincrad) — ігровий світ SAO, гігантська летюча фортеця. Ззовні нагадує гігантське округле веретено, що складається зі ста поверхів-рівнів, кожен з яких є окремою ігровою локацією. Назва «Айнкрад» є скороченням від англ. An Incarnating Radius — дослівно «Утілення Радіусу / Інкарнація Радіусу».
- Амусфера (англ. AmuSphere) — друга форма технології Повного занурення, на відміну від першої (Нейрошолом), гарантувала користувачеві безпечний вихід зі світу віртуальної реальності. Назву утворено від слів англ. Amuse — розважати і англ. Sphere — сфера. На відміну від нейрошолому, виглядає як два пересічних між собою обруча.
- Бітер — термін, утворений від поєднання термінів бета-тестер (гравець, що мав доступ до ігрового світу Sword Art Online в період бета-тестування) та чітер. Має негативне забарвлення, означає гравців, які використовують попереднє знання ігрової механіки для отримання очок досвіду, підвищення свого ігрового рівня тощо;
- Нейрошолом (англ. Nerve Gear) — перша форма технології Повного Занурення, використовувана для взаємодії з VRMMO-іграми. Містила заздалегідь таємно вбудований механізм, призначений для вбивства користувача за допомогою електромагнітного імпульсу в разі отримання ним статусу «Game Over» (смерті всередині гри) або за спроби силоміць вийти з VR (наприклад, зняти з його голови нейрошолом чи відключити живлення).
- Повне занурення (англ. Fulldive) — процес повного блокування імпульсів від органів чуття до мозку (із заміною їх на імпульси, що генеруються комп'ютером) і перехоплення імпульсів направляються мозком організму. Дозволяє повністю занурити людську свідомість у віртуальний світ, створюючи ілюзорні відчуття для всіх п'яти органів чуття і замінюючи керування реальним тілом на керування віртуальним ігровим персонажем.
- Зерно Світу (англ. World Seed) — пакет програм для створення та керування віртуальними світами з можливістю повного занурення. Акіхіко Каяба, що був головним розробником Зерна Світу, передав його Кадзуто (Кіріто) після дострокового проходження SAO, який виклав пакет у всесвітню мережу й зробив доступним для всіх охочих, що сприяло появі нових VR-ігор повного занурення після подій в Айнкраді.

## Персонажі
- Кіріто (Кадзуто Кіріґая)
- Асуна
- Юджіо
- Сінон
- Аліса Цуберг
- Ліфа
- Юкі Конно

## Список епізодів
| № | Назва | Дата виходу       |
| --- | --- | ----------------- |
| 1 | Світ мечів «The World of Swords» («Ken no Sekai» (剣の世界))                                                | 7 липня 2012      |
| 6 листопада 2022 р У день офіційної прем'єри VRMMO RPG Sword Art Online розпроданий перший тираж ігри в кількості десяти тисяч екземплярів. Кіріто, учасник бета-тестування гри, один з тих, хто увійшов в Айнкрад - гігантську сторівневу фортецю, що парить у небесах. Тут він знайомиться з гравцем-новачком по імені Кляйн, який, здогадавшись, що Кіріто є бета-тестером, просить навчити основам незнайомої гри. Кіріто та Кляйн полюють на мобів, набираючи очки для підвищення своїх ігрових рівнів. В якийсь момент Кляйн, який вирішив на деякий час покинути гру, виявляє, що в меню відсутня кнопка «Вийти з системи». Кіріто і Кляйн чують удари дзвону, в цей момент їх і всіх інших гравців примусово переміщують на центральну площу Стартового міста (місця, звідки починається гра). Гігантська безлика постать, яка назвалася Акіхіко Каябой, творцем гри, оголошує, що жоден з гравців не залишить Айнкрад до тих пір, поки гра не буде пройдена повністю. За його словами, спроба відключитися від віртуальної реальності в зовнішньому світі або загибель ігрового персонажа тепер означатиме негайну смерть. Як своєрідний «подарунок» Каяба надає всім ігровим персонажам вигляд керуючих ними гравців. Кіріто бачить, що його новий знайомий Кляйн - чоловік років двадцяти п'яти на вигляд, а Клайн бачить перед собою хлопчика років чотирнадцяти. Кіріто пропонує Кляйну негайно покинути околиці Стартового міста - скоро гравці вичерпають тут всі ресурси для розвитку своїх ігрових персонажів. Кляйн відмовляється - десь в місті залишилися його друзі. Кіріто вирушає в дорогу один. | |                   |
| 2 | Бітер «Beater» («Bītā» (ビーター))                                                                          | 14 липня 2012     |
| Минув місяць після початку гри Sword Art Online - близько двох тисяч людей вже загинули в сутичках з ігровими монстрами, які населяють перший рівень Айнкрада ігровими монстрами (мобами), але рівень все ще не пройдений. У невеликому містечку збираються сорок чотири гравця, що готові ризикнути життям в сутичці з босом першого рівня - «Лорд-Кобольд Зле Ікло». Серед цих сорока чотирьох знаходиться і Кіріто. Під час обговорення стратегії майбутнього бою, виникає питання про «бета-тестерів», які, на думку деяких гравців, не поділилися вчасно наявною у них інформацією про особливості гри, внаслідок чого багато гравців-новачків загинуло. Проте путівник по Айнкраду - брошурка, складена кимось з бета-тестерів і описує, в тому числі зброю і поведінку в бою першого боса, на час знімають гостроту питання. Під час поділу на загони по шість чоловік, Кіріто, гравцеві-одинаку, нічого не залишається, як об'єднатися зі, схоже, таким же одинаком, як і він сам - єдиною дівчиною в групі, Асуною. Гравець Діабель, який називає себе «лицарем», бере на себе функції лідера. Однак бій приймає несподіваний оборот - тактика і зброя боса різко відрізняються від описаних у брошурі. Діабель отримує смертельний удар і за мить до смерті, зізнається Кіріто, що він теж є бета-тестером. Його останнє прохання до Кіріто - за будь-що перемогти ворога. Кіріто та Асуні за допомогою групи секіроносця Егіля вдається переламати хід бою. Кіріто, який завдав «Лорду-Кобольду» смертельний удар, отримує унікальний ігровий артефакт - «Плащ Ночі». Однак інші гравці тепер абсолютно впевнені, що Кіріто - бета-тестер і гірше того - чітер, який дозволив загинути Діабелю. З криків народжується слово «бітер» (бета-тестер + чітер). Щоб відвести гнів людей від інших бета-тестерів, Кіріто в розв'язній манері оголошує їх, здебільшого, звичайними новачками і що лише деякі, такі як він, є справжніми бітерами - ті, хто використовують попереднє знання гри тільки у власних інтересах. Під поглядами колишніх соратників Кіріто одягає свій приз - плащ і йде на другий рівень Айнкрада. | |                   |
| 3 | Червононосий олень «Red-Nosed Reindeer» («Aka Hananoto Nakai» (赤鼻のトナカイ))                             | 21 липня 2012     |
| Квітень 2023 р. Кіріто приходить на допомогу учасникам Гільдії «Чорні кішки повні» та приймає запрошення їхнього лідера, Кейти - вступити в їхні ряди. При цьому він приховує, що його ігровий рівень вдвічі перевищує рівні інших учасників. Крім Кіріто, в Гільдії всього п'ятеро учасників, включаючи єдину дівчину по імені Саті. Всі вони - шкільні друзі, які були в одному комп'ютерному клубі. Кіріто береться навчити Саті битися мечем (її ігрова спеціалізація - списоносець). Саті стає близьким другом Кіріто і одного разу зізнається йому, що дуже боїться померти - Кіріто підбадьорює її та каже, що обов'язково захистить її та інших своїх нових друзів, що вони неодмінно виживуть і повернуться в реальний світ. 12 червня 2023 р. Кейта оголошує, що Гільдія заробила достатньо коллів (колли - ігрова валюта Sword Art Online), щоб купити будинок, який стане їх штаб-квартирою. За відсутності лідера «Чорні кішки» вирішують вирушити на один із верхніх, вже відкритих рівнів Айнкрада, щоб заробити ще грошей, де потрапляють у пастку «антикристальної кімнати», де неможливо використовувати кристали телепортації для негайної втечі. В результаті нападу високорівневих мобів, в живих залишається тільки Кіріто. Кейта, дізнавшись про загибель друзів, кінчає життя самогубством - стрибає вниз з краю рівня. 24 грудня 2023 р. Кіріто в рази підвищив свій ігровий рівень, готується до бою з босом по імені «Микола-відступник», якого можна зустріти тільки в ніч перед Різдвом. Причина - унікальний ігровий артефакт, який за чутками може воскресити загиблого гравця. Попри те, що за цим предметом полюють й інші гільдії, Кіріто вдається випередити всіх і перемогти Миколу-відступника, який виявляється жахливою пародією на Санта-Клауса. Але його надія воскресити хоча б Саті розсипається в прах - артефакт дійсно може повернути до життя загиблого гравця ... протягом десяти секунд після загибелі. На подив Кіріто, в той же день він отримує звукове повідомлення від Саті, записане незадовго до загибелі. Саті вітає його з Різдвом, просить не звинувачувати себе у її смерті й обов'язково продовжувати жити і боротися, щоб стати вільним від гри. Перед тим, як сказати «Прощай», Саті наспівує йому мотив різдвяної пісеньки про Рудольфа, червононосого північного оленя. З очей Кіріто течуть сльози. | |                   |
| 4 | Чорний мечник «The Black Swordsman» («kuro no kenshi» (黒の剣士))                                           | 29 липня 2012     |
| 23 лютого 2024 року десь на 35му рівні Сіліка, дівчина-приборкувач під тиском віддає лікувальні кристали ватажку групи - Розалії. Пригнічення нечесним розподілом предметів та через переоцінку власних сил Сіліка втрачає Піну, дракончіка-компаньйона, в битві проти монстрів-Горил. Раптово з'явившись, Кіріто розправляється з монстрами, та вибачається, що не зміг врятувати друга Сілікі. Дізнавшись, що в пір'я, що залишилось після загибелі компаньйона, є назва - Серце Піни, Кіріто розповідає, що загиблого компаньйона можна відродити, за допомогою Квітки, що росте на самій вершині Холма Пам'яті, на півдні 47го рівня, але отримати цю квітку може лише власник загиблого компаньйона і лише перші три дні, після загибелі. Кіріто обіцяє провести Сіліку на 47 рівень, адже вона нагадує йому молодшу сестру. Зустрівши Розалії, яка глузувала з Сілікі та її компаньйона, Кіріто розповідає, що в світі MMORPG є звичайні гравці з зеленими мітками; гравці, що вчинили якісь злодіяння - помаранчевими. Але є і вбивці гравців - з червоними мітками. Увечері Кіріто намагається розповісти Сіліці про 47 рівень та про дорогу якою вони туди lsqlenm, але виявляється, що їх бесіду хтось підслуховував. 24 лютого 2024 року Кіріто та Сіліка доходять до 47 рівня, Флорії, що являє собою величезне квіткове поле. Розпитуючи про сестру Кіріто, Сіліка дізнається, що вона двоюрідна, що суворий дідусь записав Кіріто та сестру на кендо. Кіріто не подобалося це, тож він кинув через два роки, через це дідусь розлютився, але сестра Кіріто почала займалась кендо вдвічі інтенсивніше, лише б дідусь не бив Кіріто, та навіть дійшла до чемпіонату країни. Кіріто віддає Сіліці камінь телепортації, щоб Сіліка могла втекти якщо почнеться якась халепа. Забравши квітку Кіріто пропонує відроджувати Піну в місті, щоб не наражати Сіліку на нові неприємності. На зворотному шляху до міста Кіріто та Сіліка зустрічають на мосту засідку Розалії, що намагається відняти квітку у Сілікі. Кіріто називає Розалію ватажком помаранчевої гільдії Рука Титана. Кіріто розказує, що він вишукував того, хто напав на гільдію Срібних Флагів, ватажок яких був єдиним хто вижив, та кликав по допомогу на передньому краю. Ватажок Срібних Флагів не шукав смерті для нападників, а лише ув'язнення. Зухвало ставлячись до смерті в грі, Розалія кепкує і погрожує Кіріто та Сіліці. Помітивши чорне вбрання та одноручний меч без щита один з членів банди пригадує розповіді про легендарного Чорного Мечника, одинака, який штурмує передній край. В нападі банда з сьоми чоловік спромоглась нанести Кіріто 400 одиниць шкоди, на що він слушно зауважує що бувши вже 78 рівня, маючи 14 500 хітпоінтів та Бойову медицину, яка відновлює 600 хітпоінтів за десь секунд може розважатися цілий день. Показуючи кристал, на який замовник витратив останні кошти, Кіріто пропонує Розалії та всій банді здатися. На кепкування Розалії, начебто вона "зелена" і їй нічого не загрожує, Кіріто, зупинивши меча в сантиметрі від шиї, розповідає, що він одинак і для нього один два дні з помаранчевою міткою не проблема. Кіріто вибачається, що використовував Сіліку, як приманку. Він пропонує Сіліці зустрітися в реальному світі та потоваригувати. Сіліка відроджує Піну та дуже рада, що хоча б на один день в неї був старший брат. | |                   |
| 5 | Подія в безпечній зоні «A Crime Within the Walls» («Kennai Jiken» (圏内事件))                               | 5 серпня 2012     |
| 6 | Примарний месник «Illusionary Avenger» («Maboroshi no Fukushū-sha» (幻の復讐者))                            | 12 серпня 2012    |
| 7 | Тепло серця «Warmth of the Heart» («Kokoro no Ondo» (心の温度))                                             | 19 серпня 2012    |
| 8 | Танок білого та чорного меча «The Sword Dance of White and Black» («Kuro to Shiro no Kenbu» (黒と白の剣舞)) | 26 серпня 2012    |
| 9 | Синьоокий демон «The Blue-Eyed Demon» («Seigan no Akuma» (青眼の悪魔))                                      | 1 вересня 2012    |
| 10 | Багряна жага крові «Crimson Killing Intent» («Kurenai no Satsui» (紅の殺意))                                | 8 вересня 2012    |
| 11 | Дівчинка вранішньої роси «The Girl of the Morning Dew» («Asatsuyu no Shōjo» (朝露の少女))                   | 15 вересня 2012   |
| 12 | Серце Юї «Yui`s Heart» («Yui no Kokoro» (ユイの心))                                                         | 22 вересня 2012   |
| 13 | Глибини безодні «Edge of Hell`s Abyss» («Naraku no Fuchi» (奈落の淵))                                       | 29 вересня 2012   |
| 14 | Кінець світу «The End of the World» («Sekai no Shūen» (世界の終焉))                                         | 6 жовтня 2012     |
| 15 | Повернення «Return» («Kikan» (帰還))                                                                        | 13 жовтня 2012    |
| 16 | Край фей «Land of the Fairies» («Yōsei-tachi no Kuni» (妖精たちの国))                                       | 20 жовтня 2012    |
| 17 | Полонена королева «Captive Queen» («Toraware no Joō» (囚われの女王))                                        | 27 жовтня 2012    |
| 18 | До світового дерева «To the World Tree» («Sekaiju e» (世界樹へ))                                            | 3 листопада 2012  |
| 19 | Коридор Ругер «The Lugru Corridor» («Rugurū Kairō» (ルグルー回廊))                                          | 10 листопада 2012 |
| 20 | Генерал полум'я «General of the Blazing Flame» («Mōen no Shō» (猛炎の将))                                   | 17 листопада 2012 |
| 21 | Правда про Альфхейм «The Truth of Alfheim» («Aruvuheimu no Shinjitsu» (アルヴヘイムの真実))                 | 24 листопада 2012 |
| 22 | Головний квест «Grand Quest» («Gurando Kuesuto» (グランド・クエスト))                                       | 1 грудня 2012     |
| 23 | Узи «Bonds» («Kizuna» (絆))                                                                                 | 8 грудня 2012     |
| 24 | Позолочений герой «Gilded Hero» («Mekki no Yūsha» (鍍金の勇者))                                             | 15 грудня 2012    |
| 25 | Зерно світу «The World Seed» («Sekai no Shushi» (世界の種子))                                               | 22 грудня 2012    |

## Ранобе
| Українська назва                         | Японська (англійська) назва                                                                               | Дата публікації | ISBN                   |
| ---------------------------------------- | --- | --------------- | ---------------------- |
| Sword Art Online 1: Айнкрад              | ソード アート · オンライン 1 アイン クラッド (Sword Art Online 1: Aincrad)                                | 10 квітня 2009  | ISBN 978-4-04-867760-8 |
| Sword Art Online 2: Айнкрад              | ソード アート · オンライン 2 アイン クラッド (Sword Art Online 2: Aincrad)                                | 10 серпня 2009  | ISBN 978-4-04-867935-0 |
| Sword Art Online 3: Танок фей            | ソード アート · オンライン 3 フェアリィ · ダンス (Sword Art Online 3: Fairy Dance)                        | 10 грудня 2009  | ISBN 978-4-04-868193-3 |
| Sword Art Online 4: Танок фей            | ソード アート · オンライン 4 フェアリィ · ダンス (Sword Art Online 4: Fairy Dance)                        | 10 квітня 2010  | ISBN 978-4-04-868452-1 |
| Sword Art Online 5: Примарна куля        | ソード アート · オンライン 5 ファントム · バレット (Sword Art Online 5: Phantom Bullet)                   | 10 серпня 2010  | ISBN 978-4-04-868763-8 |
| Sword Art Online 6: Примарна куля        | ソード アート · オンライン 6 ファントム · バレット (Sword Art Online 6: Phantom Bullet)                   | 10 грудня 2010  | ISBN 978-4-04-870132-7 |
| Sword Art Online 7: Розарій матері       | ソード アート · オンライン 7 マザーズ · ロザリオ (Sword Art Online 7: Mother's Rosario)                   | 10 квітня 2011  | ISBN 978-4-04-870431-1 |
| Sword Art Online 8: Раніше та пізніше    | ソード アート · オンライン 8 アーリー · アンド · レイト (Sword Art Online 8: Early and Late)              | 10 серпня 2011  | ISBN 978-4-04-870733-6 |
| Sword Art Online 9: Алісизація (Початок) | ソード アート · オンライン 9 アリ シ ゼーション · ビギニング (Sword Art Online 9: Alicization Beginning)  | 10 лютого 2012  | ISBN 978-4-04-886271-4 |
| Sword Art Online 10: Алісизація (Хід)    | ソード アート · オンライン 10 アリ シ ゼーション · ランニング (Sword Art Online 10: Alicization Running)  | 10 липня 2012   | ISBN 978-4-04-886697-2 |
| Sword Art Online 11: Алісизація (Зворот) | ソードアート・オンライン11 アリシゼーション・ターニング (Sword Art Online 11: Alicization Turning)        | 10 грудня 2012  | ISBN 978-4-04-886697-2 |
| Sword Art Online 12: Алісизація (Підйом) | ソードアート・オンライン12 アリシゼーション・ライジング (Sword Art Online 12: Alicization Rising)         | 10 квітня 2013  | ISBN 978-4-04-886697-2 |
| Sword Art Online 13: Алісизація (Розкол) | ソードアート・オンライン13 アリシゼーション・ディバイディング (Sword Art Online 13: Alicization Dividing) | 10 серпня 2013  |                        |